# Маркос Лавадо
Маркос Лавадо (22 серпня 1991) — венесуельський плавець.
Учасник Олімпійських Ігор 2012 року.